# Catweasel
Catweasel è una scheda di espansione prodotta dalla ditta tedesca Individual Computers per l'emulazione di vecchi sistemi informatici, che permette di utilizzare i vecchi joystick analogici, le tastiere Amiga, di leggere svariati formati di floppy (inclusi quelli del Commodore 64 e dell'Amiga). Nelle ultime versioni è possibile installarci un SID, ovvero il chip audio (o meglio il sintetizzatore) del Commodore 64 per avere alta fedeltà del suono originale, altrimenti difficilmente riproducibile senza errori.

## Modelli prodotti
- Catweasel: adatta a Amiga 1200, Amiga con slot Zorro e PC con slot ISA
- Catweasel Mk2: adatta a Amiga 1200 e Amiga 4000
- Catweasel ISA: adatta solo a PC con slot ISA
- Catweasel Mk3: adatta a Amiga 1200, Amiga con slot Zorro e PC con slot PCI
- Catweasel Mk4: adatta solo a PC con slot PCI